# Ma chi te lo fa fare/Ciao come spero di te
Ma chi te lo fa fare/Ciao come spero di te è un singolo della cantante italiana Marinella, pubblicato nel 1981 come estratto dal suo primo album Ma lascia stare, ma chi te lo fa fare.

## Descrizione
Il brano Ma chi te lo fa fare partecipa al Festival di Sanremo 1981, classificandosi al settimo posto ed entrando nella classifica dei dischi più venduti. Questo è il disco più conosciuto di Marinella.
Il disco è stato pubblicato dalla casa discografica Ariston in formato 7" con numero di catalogo AR/00908. Il disco è stato pubblicato anche in Germania Ovest, dall'etichetta discografica Strand, con numero di catalogo 6.13154 AC.

## Tracce
Lato A
1. Ma chi te lo fa fare – 3:30 (testo: Vito Pallavicini – musica: Gian Pietro Felisatti)

Lato B
1. Ciao come spero di te – 3:00 (Roberto Ferri)